# Adolphe Ferrière
Adolphe Ferrière (1879-1960) va ésser un pedagog suís que estudià a Ginebra. Allà fou professor de l'Institut Jean-Jacques Rousseau entre els anys 1912 i 1922, juntament amb altres personalitats com Pierre Bovet o Édouard Claparède.
Col·laborà el 1921 en la fundació de la Lliga Internacional de l'Educació i en la de l'Oficina Internacional d'Educació (Bureau International d'Éducation).
Formulà els 30 punts que defineixen l'escola nova. Els seus treballs teòrics es basen en l'élan vital de Henri Bergson, el principi de l'interès com a base de l'educació de John Dewey i la llei biogenètica.
Adolphe Ferrière va prologar el llibre Hommes sans visages d'Henriette Ith-Wille, publicat el 1942. Henriette Ith, que havia estat la secretària de Pierre Bovet, traduiria algunes de les principals obres d'Adolphe Ferrière a la llengua auxiliar internacional esperanto, com ara Transformons l'école. Durant tres anys Henriette també va ser l'assistent de Ferrière en la redacció de la revista Pour l'Ère Nouvelle.